# 墨村良守
墨村 良守（すみむら よしもり）は、田辺イエロウ作の漫画および同作を原作としたテレビアニメ『結界師』の主人公。
アニメの声優は吉野裕行、幼少時代を白石涼子が演じている。

## プロフィール
- 年齢：14歳
- 所属：烏森学園中等部2年2組→3年3組・間流結界術22代目正統継承者
- 趣味：お菓子作り
- 利き腕：左利き(ただし、結界を張る際は右。後に左)
- 特技：図画工作
- 好物：コーヒー牛乳・甘いもの全般
- 夢：烏森を完全に封印する・お菓子の城をつくる

## 人物
時音に幼いころから恋心を抱いているが、時音がかつて自分をかばって傷ついた経験から、周囲の誰かが傷つくことを非常に恐れる。そのため、そういった状況になると考えるより前に行動してしまうなど無茶な行動が目立つ。奥久尼曰く「おそろしく純粋」で、様々な人物からその純粋さゆえの危うさを指摘されている（無道・淡幽など。淡幽は良守を無道よりたちが悪いと言っている）。志々尾限の一件以来他者に被害が及ぶことを嫌う傾向に拍車がかかり、誰かを守ろうと自分の思い込みで突っ走って他者に迷惑をかけることもあったが、周囲の叱責を受けて徐々に反省・改善していく。
歴代正統継承者の中でも飛びぬけて強く烏森の影響を受けている。烏森に愛されているとも比喩され、烏森の力を視認した（作中で語られる）唯一の術者。才能にも恵まれており、扇七郎曰く、数段飛ばして成長するタイプ。しかし本人にはその自覚が無く、不用意な発言によって兄弟や閃を傷つけることもある。一方で修行も懸命にこなし、墨村に伝わるだまし岩（見た目は岩だが中に鉄球が仕込まれている。作中当初は岩の状態で修行を行なっていたが、良守が修行の途中で岩の部分を庭ごと割ったため、以降は鉄球のみで修行を行なっている）を良く利用している。術者としてはパワータイプであり、テクニックは低いがそれを補って余りある力を持っている。教えられた通りに右手で結界を作っていたが左利きであり、左手を使うようになってからは正確さも向上した。
趣味はお菓子作りでいつかお菓子の城をつくることが夢であるが、祖父には反対されている。
烏森学園での生活は気ままで、ほとんど寝ているか、お菓子のレシピを書いているかである（文房具に細工を施したりすることもある模様、龍をかたどった消しゴムハンコなど）。また、クラスの女子からは完全にノーマークで、閃が読心術でクラスの女子の心を読んだところ、表層に浮かんでいた良守の顔が間違っていた。「九九の七段言えない疑惑」や、「給食にコーヒー牛乳が出るとき最もパワーを発揮する」という疑惑も浮上しているらしい。

## 来歴
幼い頃から手に正当継承者の印が出ていたため厳しく結界術を教えられていたが、当初は墨村の継承というものが理解できておらず、とりあえず術を習得して妖狩りの仕事はしていたものの、あまりやる気が無かった。
しかし9歳のころ、妖に騙され襲われた自分を庇った時音に大ケガを負わせたことを悔やみ、時音を守るために強くなることを決意した。
黒芒楼の存在が明らかになったとき夜行から派遣された志々尾限と当初は対立するが、互いの実力を認め合い徐々に仲良くなっていく。しかし、第一次黒芒楼襲来の時に牙銀との戦いで志々尾が火黒の不意打ちで命を落とす。そのため志々尾亡き後は火黒を倒すために修行に励んだ（お菓子作りもその間止めていた）。第二次黒芒楼襲来の時に敵にわざと捕まって黒芒に乗り込む。黒芒では捕らわれていたが松戸に助けられ、同じように捕らわれていた夜行のメンバーの閃を探す途中で姫（黒芒の主）と出会い、姫から黒芒楼を破壊するための力をもらう。閃を助けだし、ついに火黒と対峙する。火黒に圧倒されつつ不完全な絶界で何とかしのごうとするが火黒には歯が立たず、とうとう倒されそうになりそれを助けようと良守の盾となった閃が火黒に斬られかけた瞬間、それを拒絶するため白い絶界（真界）が発動、火黒を消滅させる。そして良守たちを救出しに来た正守らと共に黒芒を去った。
黒芒楼打倒以降かつての明るさを取り戻し、キヨコや封魔師に会ったりしながら日常を送っていく。そんな中奥久尼が烏森の調査に訪れた際、（箱使いの兄が自滅させられた腹いせで）箱使いが禁断の妖「黒兜」を放ってしまう。良守は黒兜と戦うも歯が立たなかったが、上空から町の風景を見て自分の背負っているものの重さを刻みつけて再び黒兜に挑む。黒兜相手に善戦するも黒兜を倒そうとする集中力のあまり空間の秩序が乱れ良守を危険と判断した奥久尼の制止さえ振り切ってしまう。そんな中黒兜を倒す力を欲したとき、自分にまとわりつく烏森の力を視認する。その力で黒兜に大穴を空けたがそんな自分に疑問を持つと、今度は烏森の力が黒兜に与えられてしまう。ついに黒兜は完全体となるが烏森に攻撃したことで烏森の怒りを買い、力を奪われて体が崩壊した。なんとか事件は解決したものの良守の危うさが浮き彫りとなった事件であった。
その後正守に誘われ淡幽の神佑地に赴き、何があっても中に入るなと言われていたが、淡幽の誘惑に引っかかって神佑地の中に入ってしまう。その後の無道との戦いで正守に見捨てられたにもかかわらず、彼の窮地を白い絶界で助けた。
暴走した緋田郷の土地神が烏森に侵入し、校舎を沈めようとした際、自分の身勝手な行動が原因となり、時音に土地神を殺させてしまう。その後、残された土地神の傘を持って豆蔵と共に緋田郷の神佑地に傘を返しに行った時に、天穴に似た謎の道具を発見するものの、それを氷浦蒼士によって奪われてしまった。傘を返した後、時音が断頭島に連れて行かれたと聞き、繁守に頭を下げ、刃鳥や閃と協力して断頭島から時音を連れ戻すことに成功した。
東北地方の大首山が神佑地狩りによって狩られ、その狙いは烏森に向けられる。裏会総本部から氷浦が派遣されるが、緋田郷で起きた事件ゆえに、扱いに悩む。同時期、烏森が暴走した際には、烏森に対して面白いところを用意すると半ば無意識で言い、おとなしくさせた。また無想の修行を始めるが、繁守によると、烏森の覚醒に呼応しているためか、成長が早い模様。氷浦にシャープペンシルをあげるなどしてコミュニケーションを図り、次第に信頼するようになる。氷浦が敵勢力に所属しており、上の命令に逆らえない事情を把握した後は「誰かを殺す際は、まず自分から殺せ」と氷浦に約束させた。だが、心に迷いが生じてしまい、無想の修行が進まなくなってしまう。
同時期、カケルたちに烏森が襲撃され、カケルによって街を破壊できる巨大なまじないがつくられたことで烏森の周りの街を人質に取られて身動きが取れなくなり追いつめられてしまう。だが氷浦に助けられた閃から氷浦が怪我を隠して戦っていることを聞き、氷浦を守るためついに極限無想を発動した。極限無想による圧倒的な力で壱号、弐号の動きを封じ、さらに染木文弥たちがカケルのまじないを破壊したことで街を守った。しかし突如現れた扇七郎がカケルたちを斬り殺してしまう。その勝手な振る舞いに怒った良守が扇七郎と交戦した際、扇七郎は誤って氷浦を斬ってしまい、その氷浦の姿を見て完全に切れた良守は極限無想を解き、烏森の力を与えられるまま暴走して巨大な白い絶界（真界）を発動。白い絶界（真界）により、扇七郎を退けると同時に氷浦の傷を癒したが、暴走状態のままだったため時音に止められて、正気に戻り白い絶界（真界）が解けた。
その後、母の守美子（式神）が墨村家に帰還。その日の夜、守美子、時音と共に烏森の異界に突入し、宙心丸を連れ出すことに成功する。翌日、烏森を完全に封印するため、守美子と共に旅立った。その後、修業先の山荘で開祖・間時守と出会い、真界の修行を行う。
総帥・逢海日永が現れ、総帥の精神支配能力によって扇一族の部下が制圧され、追いつめられた嵐座木神社に降り立ち、真界で総帥の精神支配能力も受け付けず、総帥の目的が嵐座木神社の神佑地狩りではなく、実は戦争のための部下の確保だったこともあり、総帥の撃退に成功した。
時守から宙心丸と烏森の地の誕生のいきさつを聞き、激しく動揺し、憤る。その後修行は完成し、覇久魔の異界に入り、真界を発動させ、宙心丸の望む世界を創った。しかし宙心丸の世界を完璧に閉じるために母が犠牲になることを知り憤るが、最後は母の望み通りにすることを選んだ。
正統継承者の使命から解放された良守は、時音と共に日々の暮らしに邁進していく。

## 能力
間流結界術（はざまりゅうけっかいじゅつ）
間流結界術の応用力はついてきているものの多重結界、一度に大量に結界を出す、結界の細かい座標指定や大きさの加減、などの技術は低い。しかし、黒芒楼編の後半で特訓を重ね少し向上、極限無想に入ることにより強度・正確さ・スピードともに飛躍的に上昇する。
絶界（ぜっかい）
ウロ様の「神の寝床」の結界を再現しようとして初めて発動した技。黒いオーラを体外に発生させ、オーラの中に入った自分以外のものを無差別に消滅させる。
この技を使い始めた頃は正守の絶界に比べれば範囲も狭く不安定で、身体の表面に薄くまとわりつく防護膜程度のものしかできなかった。豆蔵の言葉で力の中心を決めて球形にすることを覚え、断頭島では全身を覆うほどの大きさの球形にできるようになり、かなり本物の絶界に近づけることが出来た。
しかし本人は黒芒楼との戦いの後、「絶界は自分に向いていない」と感じて以降は絶界の修行はしておらず、崩壊しかかった異界へ侵入するとき・戦闘時のとっさの防御などのやむをえない場合を除いて使用しなくなっている。
真界（しんかい）
正守が使用する絶界よりもさらに高次元な性質を備える、白いドーム状の超巨大な結界。良守が拒んだものでさえあれば、人、妖などの物体やその術はおろか、対象の人物が傷ついている、などといった良守にとって受け入れられない“事柄”でさえも拒絶して無に返してしまうという性質を持つ。ゆえに効果範囲内では良守の受け入れた存在であれば危害は及ばず、致命傷を受けていてもその“事実”がなかったことになり活動が可能になるが、それとは逆に良守の拒んだ存在は完全消滅する、いわば効果範囲内を良守にとって「完璧な世界」へと作り変えられる。時守曰く、本来は領域をすべて初期化して自身の思い通りに組み直すといった神に近づけると言っても過言ではない術。
時折感情に流されるまま無意識に発動していたが、時守の修行によって展開範囲と効果の及ぶ対象をある程度自在にコントロールできるようになり、宙心丸の力を借りることでほぼ万能の結界となった。
しかし普通の人間が使えば身を滅ぼしかねないほどに体に負担がかかる術であり、宙心丸の恩恵を受けた良守であろうとも長時間の使用は体に負担がかかる（開祖の発言から完璧な状態でありなおかつ最大出力で一度使用すれば良守自身が耐えられる保証がない模様）。
極限無想（きょくげんむそう）
無想を完成した良守の状態。管理者であるしぐまを出現させる。この状態の時の良守の間流結界術の強度は、壱号、弐号でさえも破れないほどである。
探査用結界（たんさようけっかい）
正守が使う影と同じようなもの。守美子の指導により使えるようになった。自身のまわりに巨大な結界をつくり、その中にいる妖などの情報を一気に洗い出すことができる。ただ、膨大な情報が一度にくるため、良守はしぐまにその量を調節してもらっている。

### しぐま
極限無想を行うときに召喚される良守の管理者。召喚された時は白と黒の縞模様の入った正六面体の箱であるが、形を変形させて蛇や道化師、鳥、小さくコンパクトになるなど、決まった形が無い。これは力の底が未だに分からない良守そのものを表しているとも言える。言葉遣いは乱暴で、「ケケ」が口癖。
良守によれば「しぐま」と名付けたのは「白と黒のしましま」だからとのこと（「しくま」ではなく「しぐま」の方が語感が良いため）。